# David Vincent
David Alexander Vincent (født 22. april 1964) også kendt som Evil D er en amerikansk musiker, bedst kendt for sin position som vokalist og bassist i dødsmetal-bandet Morbid Angel, såvel som bassist for industrial bandet Genitorturers. 
David kommer oprindeligt fra Charlotte i North Carolina, hvor han etablerede sit eget pladeselskab ved navn Goreque Records, som ledte ham til sit første møde med Morbid Angel, og senere sit medlemskab. Gruppen endte endda med at flytte til Charlotte i en kort periode, hvor de udarbejdede sangene til deres Altars of Madness demo. 
Han forlod Morbid Angel i 1995 efter udgivelsen af Domination, for at slutte sig til sin kones band Genitorturers. Vincents første bidrag til denne gruppe var bagvokaler i sangen "House of Shame" fra deres debut 120 Days of Genitorture. I 2004 sluttede Vincent dog sig atter til Morbid Angel.

## Diskografi

### Morbid Angel
- 1989: Altars of Madness
- 1991: Blessed are the Sick
- 1993: Covenant
- 1995: Domination
- 1996: Entangled in Chaos (livealbum)
- 2011: Illud Divinum Insanus

### Genitorturers
- 1993: 120 Days of Genitorture
- 1998: Sin City
- 2002: Flesh is the Law (EP)
- 2009: Blackheart Revolution

### Terrorizer
- 1989: World Downfall

### Soulfly
- 2008: Conquer